# Мој (Горж)
Мој (рум. Moi) насеље је у Румунији у округу Горж у општини Балтени. Oпштина се налази на надморској висини од 163 m.

## Становништво
Према подацима из 2002. године у насељу је живело 1008 становника, од којих су сви румунске националности.